# Seaborgiu

Seaborgiu

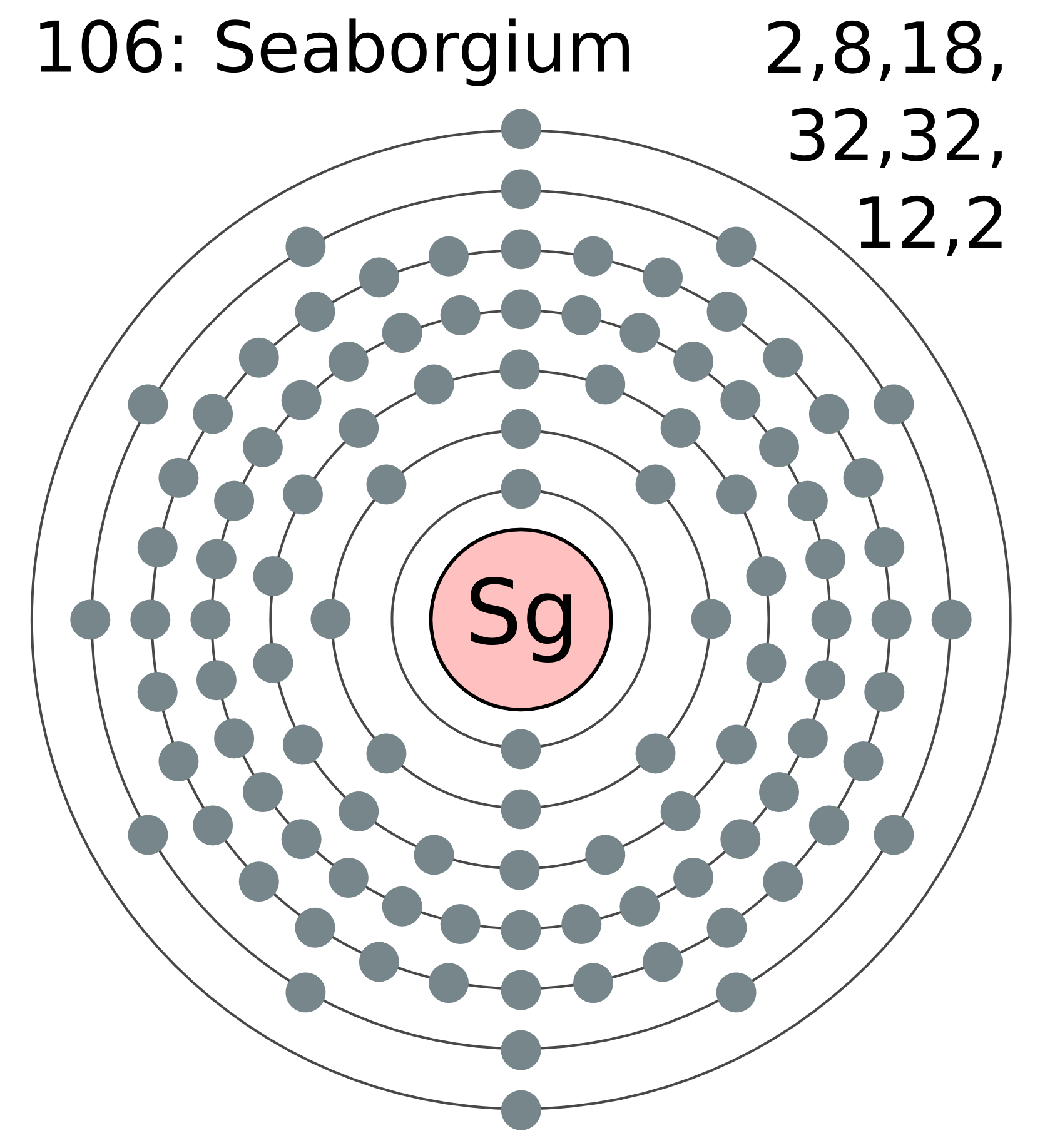
Configurația electronică a atomului de seaborgiu

Seaborgiu este un elementul chimic cu numărul atomic 106 și simbol chimic Sg. Este un metal radioactiv și artificial. Cel mai stabil izotop (269Sg) al său are timp de înjumătățire de 2,1 minute. Este elementul omolog wolframului, molibdenului și cromului și aparținând astfel grupei a 6-a a sistemului periodic al elementelor.

## Istoric

### Descoperire
Cercetătorii cel lucrau la Institutul Unificat de Cercetări Nucleare din Dubna, Rusia, au raportat descoperirea elementului 106, în iunie 1974. De asemenea s-a raportat sintetizarea acestui element în septembrie 1974, la acceleratorul Super HILAC din cadrul Laboratorului Național Lawrence Berkeley, de echipa condusă de Albert Ghiorso și E. Kenneth Hulet. Ei au reușit să obțină izotopul 263Sg prin bombardarea 249Cf cu ioni de 18O. Acest izotop se dezintegrază prin emisii de radiație α ce are timp de înjumătățire de 0,9 ± 0.2 secunde.

### Denumire
Echipa americană de cercetători a propus ca elementul 106 să se numească seaborgiu (Sg) în onoare chimistului american Glenn T. Seaborg. Dar alegerea acestui nume a creat controverse. Astfel IUPAC a decis ca, temporar, elementul 106 să se numească unnilhexium (Unh). În 1994 comitetul IUPAC propune ca elementul 106 să fie numit rutherfordiu și totodată decide ca numele unui element chimic să nu fie denumit după numele unei persoane în viață. În 1997 IUPAC decide ca elementul 106 să se numească, definitiv, seaborgiu (Sg).